# متلازمة بكوث ودمان
متلازمة بكوث ودمان هي مجموعة أعراض تظهر عند الولادة، توجد الجينات المسؤولة عن المرض على الكروموسوم رقم 11. تتميز بوجود تضخم وزيادة في حجم الجسم واللسان والأحشاء الداخلية، مصحوبة بانخفاض مستوى السكر في الدم، وقد قام الدكتورالألماني هانز رودلف ويدمان بنشر بحث عام 1964م عن مجموعة من الحالات تتميز بوجود فتق في السرة مع بروز بعض الأحشاء مصحوبة بكبر حجم اللسان، وقد واطلق على الحالة اسم متلازمة الفتق السرري-ضخامة اللسان-العملقة. تحدث حالة واحدة لكل 15.000 مولود.

## الأسباب
مازالت الأسباب مجهولة، ولكن في الغالب تحدث نتيجة طفرة جينية تنتقل عن طريق الوراثة، فقد تسبب بعض الاضطرابات في تعبير مجموعة من المورثات الموجودة في المنطقة الحرجة لمتلازمة بكوث ودمان على القطعة القصير من الصبغي رقم 11. علماً أنه لدى معظم هذه المورثات انطباع وراثي معين حسب حالة المثيلة و ذلك اعتمادًا على المصدر (الأب أو الأم ).
يُعتقد بأن منطقة الــ BWS الحرجة تحتوي على الأقل مركزين منطبعين وراثياً بالإضافة إلى 12 مورثة أخرى بما فيها المورثات الخمسة المذكورة آنفاً.

## الأعراض
.زيادة في الوزن عند الولادة .
- تضخم اللسان
- تقاطيع صغيرة في شحمة الأذن
- فتق في السرة وقد يظهر بعض أحشاء البطن .
- تأخر نزول الخصيتين.
- هبوط معدل السكر في الدم .
- تضخم في جميع ألجسم وفي الأحشاء الداخلية
- ضعف في الرضاعة.
- تشنجات.

لا تظهر كل الأعراض مجتمعة في معظم الأطفال المرضى بمتلازمة بكوث ودمان، وقد تظهر أعراض أخرى مثلا بروز القفا، نقص تنسج منطقة منتصف الوجه، تضخم أحد نصفي الجسم، تشوهات الجهاز البولي التناسلي مثل تضخم الكلى، تشوهات القلب، تشوهات الهيكل العظمي والعضلات، تشوهات الجهاز الهضمي، فقد السمع. وقد أُشير إلى حدوث التأخر العقلي ببعض الحالات.
تتسبب الاختلافات في الأعراض بين المرضى ونقص التحاليل البسيطة المساعدة على التشخيص، يصبح الوصول للتشخيص عملية صعبة.وقد قام (ديبا وآل ) بوضع تصنيف يساعد على تشخيص حالات متلازمة بكوث ودمان، حيث يعتبر الطفل مصابًا بمتلازمة بكوث ودمان إذا وجدت على الأقل 2 من هذه الأعراض الخمسة الأساسية (تضخم اللسان - تضخم بنية الجسم - عيوب بتكوين جدار البطن - طويات غير طبيعية في حلمة الأذن - انخفاض معدلات السكر بالدم في الأطفال حديثي الولادة ).
```
يصاب 5-20 % من مرضى متلازمة بكوث ودمان بأورام مختلفة أثناء فترة الطفولة وللك لابد من عمل الفحصوات اللازمة بشكل منتظم
```

عموما، ينمو الطفل المصاب بمتلازمة بكوث ودمان ويصل إلى سن البلوغ ببنية ذات حجم طبيعي وقدرات عقلية طبيعية وبدون مجموعة الأعراض الظاهرة عند الولادة وفي فترة الطفولة.

## العلاج
لا يوجد علاج شافي لهذه الحالة، ولكن المحافظة على مستوى السكر في الدم من خلال الرضعات المتقاربة، أو عن طريق التغذية المستمرة من خلال الأنبوبة التغذوية المعدية قد يساعد على التخفيف من أعراض الحالة، وكذلك الفحص الدوري لأكتشاف وجود الأورام السرطانية في المراحل الأولية من خلال الأشعة الصوتية للبطن، مستوى مادة ألفا فيتو بروتين في الدم. وقد يتم أجراء عملية جراحية للفتق السري أولاصلاح حجم اللسان.

## وصلات خارجية
http://emedicine.medscape.com/article/919477-overview
o بكوث ودمان
http://www.werathah.com/beck/index.htm
o Beckwith-Wiedemann Syndrome Support Group
http://www.bws-support.org.uk/html/what_is_bws.html
o Beckwith-Wiedemann-Syndrome
http://www.patient.co.uk/doctor/Beckwith-Wiedemann-Syndrome.htm
- BWS Support Group This is the established BWS website recommended by health professionals throughout the UK
- BWS Healthunlocked Provides a forum for parents to communicate and find out information or ask questions.
- The Beckwith-Wiedemann Family Forum Provides a place where people interested in BWS can find information quickly in a variety of languages.
- Beckwith-Wiedemann syndrome على مشروع الدليل المفتوح
- Beckwith-Wiedemann Syndrome نسخة محفوظة 13 سبتمبر 2008 على موقع واي باك مشين. - Provides an overview of BWS as well as information on genetics and management of this disease. This site is also home to the International BWS Registry نسخة محفوظة 20 يوليو 2011 على موقع واي باك مشين..
- Cancer.Net: Beckwith-Wiedemann Syndrome
- GeneReview/UW/NIH entry on Beckwith-Wiedemann syndrome